# Garfield Township (comté de Hancock, Iowa)
Pour les articles homonymes, voir Garfield Township.
Garfield Township est un township, du comté de Hancock en Iowa, aux États-Unis,.

## Source de la traduction
- (en) Cet article est partiellement ou en totalité issu de l’article de Wikipédia en anglais intitulé « Garfield Township, Hancock County, Iowa » (voir la liste des auteurs).